# Olympische Winterspiele 1956/Teilnehmer (Schweiz)
| Gelbes Symbol für Goldmedaillen mit stilisierten Olympischen Ringen | Graues Symbol für Silbermedaillen mit stilisierten Olympischen Ringen | Braundes Symbol für Bronzemedaillen mit stilisierten Olympischen Ringen |
| ------------------------------------------------------------------- | --------------------------------------------------------------------- | ----------------------------------------------------------------------- |
| 3                                                                   | 2                                                                     | 1                                                                       |

Die Schweiz nahm an den Olympischen Winterspielen 1956 in Cortina d’Ampezzo mit einer Delegation von 59 Athleten teil, darunter 51 Männer und acht Frauen. Der alpine Skiläufer Georges Schneider wurde als Fahnenträger der Schweizer Mannschaft zur Eröffnungsfeier ausgewählt, bei der Schlussfeier trug der Eiskunstläufer François Pache die Schweizer Fahne. Mit insgesamt sechs Medaillen belegte die Schweiz den vierten Rang im Medaillenspiegel.

## Teilnehmer nach Sportarten

### Ski Alpin
| Damen: - Hedy Beeler Abfahrt: 25. Platz – 1:54,0 min Riesenslalom: disqualifiziert Slalom: 15. Platz – 2:05,1 min - Madeleine Chamot-Berthod Abfahrt: Gold – 1:40,7 min Riesenslalom: 4. Platz – 1:58,3 min Slalom: 17. Platz – 2:08,3 min - Renée Colliard Slalom: Gold – 1:52,3 min - Frieda Dänzer Abfahrt: Silber – 1:45,4 min Riesenslalom: 11. Platz – 2:00,9 min Slalom: 10. Platz – 1:58,9 min - Rosemarie Reichenbach Abfahrt: 15. Platz – 1:51,6 min - Annemarie Waser Riesenslalom: 14. Platz – 2:02,3 min | Herren: - Roland Blaesi Riesenslalom: 18. Platz – 3:18,2 min - Raymond Fellay Abfahrt: Silber – 2:55,7 min Riesenslalom: 27. Platz – 3:23,9 min Slalom: 11. Platz – 3:32,1 min - Hans Forrer Abfahrt: 13. Platz – 3:08,0 min - Martin Julen Riesenslalom: 19. Platz – 3:18,5 min Slalom: disqualifiziert im 1. Lauf - René Rey Slalom: 10. Platz – 3:27,7 min - Andreas Rüedi Abfahrt: disqualifiziert - Georges Schneider Riesenslalom: 17. Platz – 3:17,3 min Slalom: 5. Platz – 3:22,6 min - Roger Staub Abfahrt: 4. Platz – 2:57,1 min |

### Bob
| Zweierbob: - Max Angst / Harry Warburton (SUI I) Bronze – 5:37,46 min - Heinrich Angst / Franz Kapus (SUI II) 7. Platz – 5:40,11 min | Viererbob: - Robert Alt / Heinrich Angst / Gottfried Diener / Franz Kapus (SUI I) Gold – 5:10,44 min - Max Angst / Aby Gartmann / Rolf Gerber / Harry Warburton (SUI II) 4. Platz – 5:14,27 min |

### Eishockey
Herren: 9. Platz
| - Bernhard Bagnoud - Franz Berry - Christian Conrad - Rätus Frei - Émile Golaz - Emil Handschin - Paul Hofer - Rudolf Keller - Walter Keller | - Fritz Naef - Hans Ott - Hans Pappa - Kurt Peter - Georg Riesch - Martin Riesen - Otto Schläpfer - Sepp Weingärtner |

### Eiskunstlauf
| Damen: - Karin Borner 16. Platz - Alice Fischer 18. Platz | Herren: - Hans Müller 12. Platz - François Pache 11. Platz |

### Eisschnelllauf
Herren:
- Erich Kull
500 m: 40. Platz – 44,3 s
1500 m: 46. Platz – 2:21,7 min
- Jürg Rohrbach
1500 m: 46. Platz – 2:21,7 min
5000 m: 39. Platz – 8:39,5 min

### Ski Nordisch

#### Langlauf
Herren:
- Armand Genoud
30 km: 41. Platz – 2:01:05 h
- Erwino Hari
15 km: 38. Platz – 55:06 min
- André Huguenin
30 km: 34. Platz – 1:58:40 h
50 km: 27. Platz – 3:31:04 h
- Marcel Huguenin
30 km: 25. Platz – 1:54:36 h
4 × 10 km Staffel: 7. Platz – 2:24:30 h
- Fritz Kocher
30 km: 27. Platz – 1:55,18 min
4 × 10 km Staffel: 7. Platz – 2:24:30 h
- Alfred Kronig
50 km: 24. Platz – 3:23:21 h
- Viktor Kronig
15 km: 33. Platz – 54:43 min
4 × 10 km Staffel: 7. Platz – 2:24:30 h
- Michel Rey
15 km: 36. Platz – 55:05 min
- Christian Wenger
50 km: 18. Platz – 3:17:49 h
- Fritz Zurbuchen
50 km: 19. Platz – 3:19:42 h
- Werner Zwingli
15 km: 31. Platz – 53:40 min
4 × 10 km Staffel: 7. Platz – 2:24:30 h

#### Skispringen
- Andreas Däscher
Normalschanze: 6. Platz – 219,5 Punkte
- Francis Perret
Normalschanze: 45. Platz – 168,5 Punkte
- Conrad Rochat
Normalschanze: 40. Platz – 177,0 Punkte

## Weblink
- Schweizer Olympiamannschaft 1956 in der Datenbank von Sports-Reference (englisch; archiviert vom Original)